# Isla (ort i Spanien)
Isla är en ort i Spanien.   Den ligger i provinsen Provincia de Cantabria och regionen Kantabrien, i den norra delen av landet, 300 km norr om huvudstaden Madrid. Isla ligger 82 meter över havet och antalet invånare är 935.
Terrängen runt Isla är varierad. Havet är nära Isla åt nordost.Runt Isla är det ganska tätbefolkat, med 60 invånare per kvadratkilometer. Närmaste större samhälle är Santander, 19,2 km väster om Isla. Omgivningarna runt Isla är en mosaik av jordbruksmark och naturlig växtlighet.